# 물류로 (장성군)
물류로(Mullyu-ro)는 전라남도 장성군 장성읍 기산리 외기삼거리와 서삼면 장산리 장성물류 나들목을 잇는 전라남도의 도로이다. 호남권 복합화물터미널 및 내륙컨테이너기지의 주요 진입도로이다.

## 연혁
- 2004년 12월 27일 : 호남권 복합화물터미널 및 내륙컨테이너기지 운영개시에 맞춰 장성군 장성읍 기산리 ~ 서삼면 용흥리 4.2km 구간 임시 개통[1]
- 2006년 11월 30일 : 호남권 복합화물터미널 및 내륙컨테이너기지의 진입도로(장성군 장성읍 기산리 ~ 서삼면 장산리) 6.5km 구간 신설 개통[2]

## 주요 경유지
전라남도
- 장성군 (장성읍 · 서삼면)

## 노선
| 이름                   | 접속 노선                | 소재지 | 소재지 | 비고                      |
| ---------------------- | ------------------------ | ------ | ------ | ------------------------- |
| 외기삼거리             | 문화로                   | 장성군 | 장성읍 |                           |
| 기산사거리             | 문화로 축령로            | 장성군 | 장성읍 |                           |
| (통로암거)             | 내기길                   | 장성군 | 장성읍 | 장성읍 방면 진출입만 가능 |
| 용흥1교                |                          | 장성군 | 서삼면 |                           |
| 용흥사거리             | 축령로                   | 장성군 | 서삼면 |                           |
| 대제교 용흥2교 서삼1교 |                          | 장성군 | 서삼면 |                           |
| 용전삼거리             | 장성복합물류터미널       | 장성군 | 서삼면 |                           |
| (생태통로)             |                          | 장성군 | 서삼면 | 연장 약 20m               |
| 금계교                 |                          | 장성군 | 서삼면 |                           |
| (생태통로)             |                          | 장성군 | 서삼면 | 연장 약 20m               |
| 장산1교                | 축령로 여고금계길        | 장성군 | 서삼면 |                           |
| 장산2교                |                          | 장성군 | 서삼면 |                           |
| 장성물류 나들목        | 253호선 고창담양고속도로 | 장성군 | 서삼면 |                           |

## 주요 건물 및 시설
- 장성복합물류터미널, 장성화물역 (전라남도 장성군 서삼면 물류로 335)